# 2010年莫斯科地铁连环爆炸事件

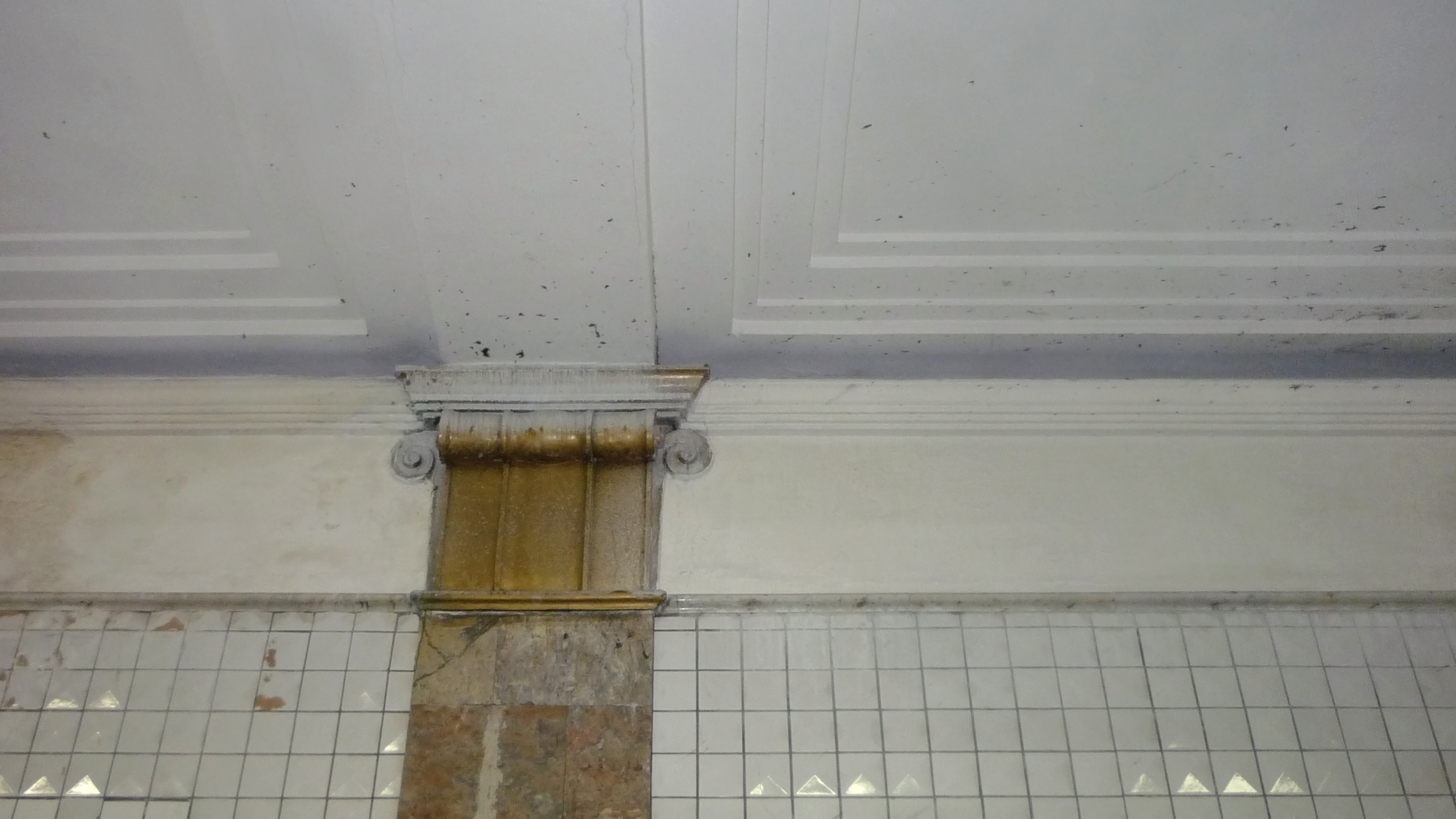
爆炸后明显受损的文化公园站天花板

2010年莫斯科地鐵连环爆炸事件是發生於2010年3月29日早上通勤時段、俄羅斯莫斯科地鐵卢比扬卡站和文化公園站。兩個地鐵站的到站列車車廂先后发生爆炸，事件造成最少40人死亡及逾百人受傷，其中88人需留院治理。俄羅斯聯邦政府將事件定性為恐怖襲擊，之後車臣分離主義領袖烏馬羅夫承認做案。

## 事發經過
兩次事故都是發生於1號線的地底車站中，第一次的爆炸發生於當地時間早上7點56分（3:56 am UTC）、與7號線交匯的卢比扬卡站，本站正正位處俄羅斯聯邦安全局總部的地底下，當時一名女性在東北行的列車第二卡開門後引爆身上炸藥，車卡內外共超過20人受到波及當場喪生。第二次爆炸發生於上次爆炸車站西南行第四站與環狀線（5號線）交匯的文化公園站，這次由另一名女性搭乘1號線同是東北行的列車，由於受到先前爆炸的影響而被滯留在文化公園站前的隧道中，接著列車的廣播宣布由於「技術問題」而要求全體乘客在文化公園站下車，距第一次爆炸大約42分鐘後列車到達文化公園站，該名女疑犯就在開車門的一刻引爆炸彈，這次爆炸威力較上一次的小，即時造成10多人死亡。繼後又陸續收到位於和平大道站及波德别利斯基街站的虛報。早上11點當局進行特別行動，於整個地鐵系統派專員巡邏，并於1號線全線車站由軍隊設置護照檢查站，而肇事的兩個車站在當晚繁忙時間恢复正常服務。

## 調查與疑犯

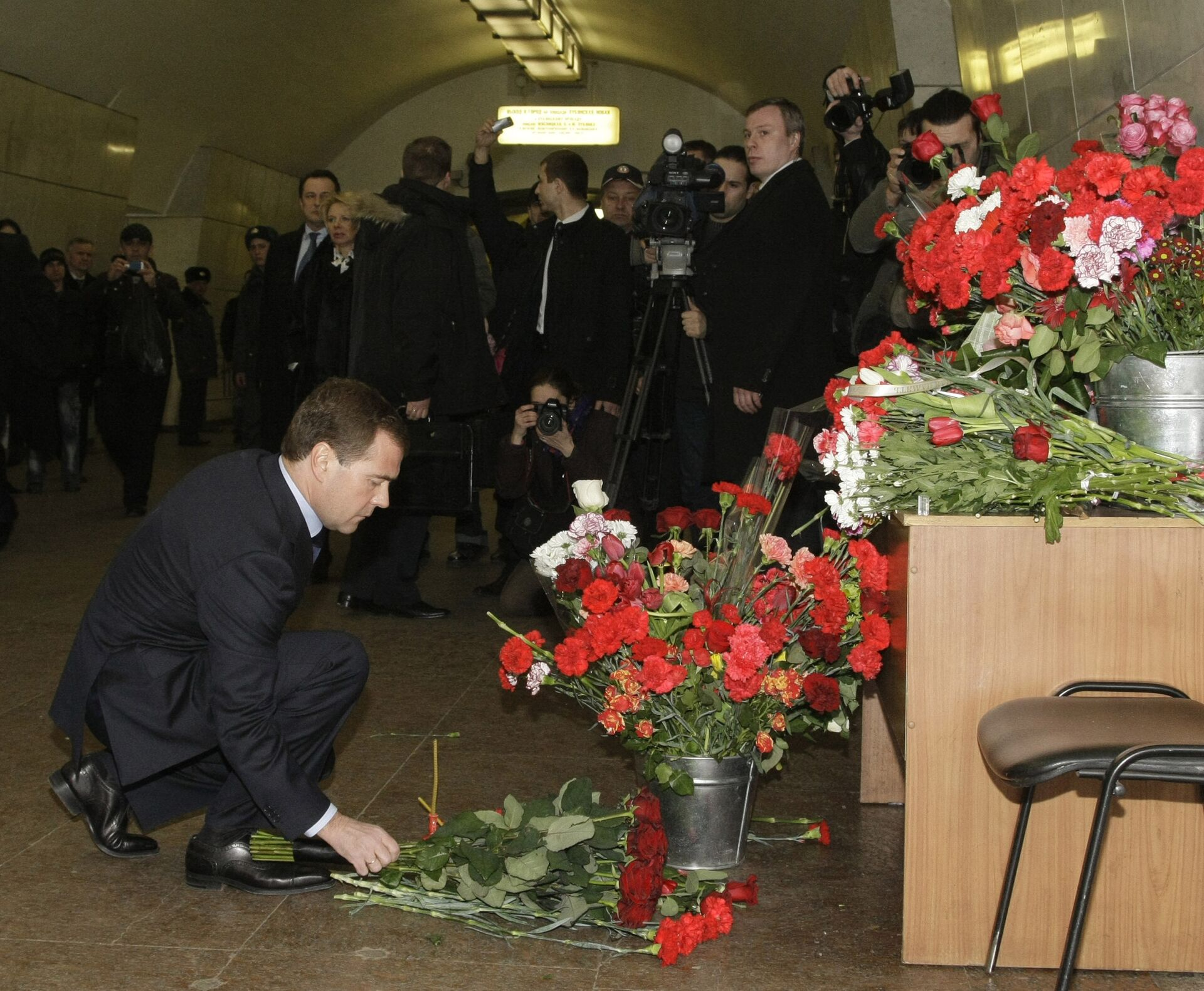
總統梅德韦杰夫在事發當日到鲁比杨卡站觀察并即場獻花悼念死難者

俄羅斯官方在事發後即日成立了針對恐怖活動的調查委員會，初步公布這是一系列有計劃的自殺式炸彈襲擊，根據地鐵系統的監視攝影機的錄像推斷，兩名相信與北高加索的分離主義組織有聯繫的女性自殺襲擊者都各自由另一名同伴引路進入地鐵站。她們引爆捆在腰上的黑索金（RDX）炸藥為了增加殺傷力而在表面貼滿金屬碎片，於卢比杨卡站其爆發威力大約等於四公斤三硝基甲苯（TNT）炸藥，於文化公園站爆炸的則相當於1.5至2公斤TNT威力。調查亦認為襲擊者以前未曾使用過莫斯科地鐵而不熟識其網絡，因此第二次襲擊的真正目標有可能是環狀線文化公園站的下一站、鄰近俄羅斯聯邦國內治安部總部的十月站。
被懷疑是爆炸案幕後主腦之一的高加索酋長國透過發言人對路透社否認策動襲擊，但表示有計劃從經濟方面著手對抗俄羅斯聯邦而非傷害平民。不過高加索酋長國的埃米爾（酋長）兼車臣反抗軍高加索前線領袖杜克·烏馬羅夫曾於同年二月揚言「要將高加索的動亂散播到俄羅斯的城市」，爆炸案發生兩天後他在反抗軍網頁發布影片承認他就是該次爆炸案的主腦，目的是為報復2月11日聯邦在車臣和印古什的邊界村莊阿希提殺害車臣和印古什的同胞，并警告更多的襲擊將會陸續而來，於影片中他說道：「…3月29日的兩次特別行動已經成功消滅了卡菲尔（背道者）及對聯邦安全局打了聲招呼，兩次行動都是在我的命令下達成的（中略）而今天譴責這次行動、指控我是恐怖主義的政客、記者或任何人，我對他們露齒而笑…」

## 賠償與評價
| 國籍     | 死亡 | 留院 |
| -------- | ---- | ---- |
| 俄羅斯   | 33   | 86   |
|          | 2    | -    |
| 乌克兰   | 1    | -    |
| 马来西亚 | -    | 1    |
| 菲律賓   | -    | 1    |
| 待查     | 4    | -    |
| 總數     | 40   | 88   |

俄羅斯聯邦政府事後向死者家屬和傷者發放撫恤金或賠償，金額為每人20萬盧布至100萬盧布。國際社會普遍譴責恐怖襲擊并對遇難者表示同情，另一方面俄羅斯民間團體批評政府的緊急事故發布機制遲緩及落後，在當天第一次爆炸發生後的一個小時內聯邦的主要電視頻道依然沒有對災難的報道，此舉導致許多俄羅斯市民在無預警下前往使用地鐵系統。

## 後續炸彈襲擊
莫斯科地鐵爆炸案發生後的一周內在俄羅斯西南部邊疆地區接連發生了多宗爆炸案，它們都被懷疑是3月29日地鐵襲擊的延續：
- 3月31日（星期三）達吉斯坦共和國，於當地時間早上大約8點30分（0430 GMT）一輛載著炸藥的汽車於基茲利亞爾市的俄羅斯國内治安部及聯邦安全局對出被引爆，20分鐘後當第一次爆發地點聚集了警察和人群後一人在人群中再引爆身上炸藥。事件造成12人死亡，其中9人為警察。總統梅德韦杰夫隨即發表聲明指基茲利亞爾爆炸案與兩天前的莫斯科地鐵連環爆炸案是有聯繫的，并認為是同一組織策動的恐怖襲擊。[21][22]

- 4月1日（星期四）達吉斯坦西部哈薩夫御爾托斯基區再發生汽車炸彈襲擊，這次相信由自動引爆裝置引爆炸藥，事件造成2死1傷。[23]

- 4月4日（星期天）達吉斯坦亞肯特區的一段鐵路路軌發生爆炸，破壞了約300米的路軌并造成一列貨運列車出軌及部分車卡翻側。距離第一次爆炸的25米外路軌另一炸彈被引爆并相信是用來傷害前來調查的人員，但事件中無人受傷。[24][25][26]

- 4月5日（星期一）印古什共和国卡拉布拉克的一間警察局受到自殺炸彈襲擊，一名襲擊者於早上警察上班點名時進入警察局，但當被攔住時就立刻引爆了身上炸藥，不到一小時後遇襲警察局對出的一輛汽車再被引爆。事件造成最少一名警察喪生。[27][28]

## 外部連結
- 香港保安局：外遊警示制度（页面存档备份，存于）
- 香港政府新聞網：特區政府對俄羅斯發出黃色外遊警示（页面存档备份，存于） 2009年3月29日